# Dallas Cowboys 1982
La stagione 1982 dei Dallas Cowboys è stata la 23ª della franchigia nella National Football League. L'annata fu accorciata a nove partite per uno sciopero dei giocatori e non vi furono classifiche di division. Per il terzo anno consecutivo, Dallas fu eliminata nella finale della NFC.

## Scelte nel Draft 1982
| Scelte dei Cowboys nel Draft 1982 |        |                 |       |                      |
| Giro                              | Scelta | Giocatore       | Ruolo | College              |
| 1                                 | 25     | Rod Hill        | CB    | Kentucky State       |
| 2                                 | 53     | Jeff Rohrer     | LB    | Yale                 |
| 3                                 | 81     | Jim Eliopulos   | LB    | Wyoming              |
| 4                                 | 101    | Brian Carpenter | CB    | Michigan             |
| 4                                 | 109    | Monty Hunter    | S     | Salem                |
| 5                                 | 137    | Phil Pozderac   | OT    | Notre Dame           |
| 6                                 | 143    | Ken Hammond     | G     | Vanderbilt           |
| 6                                 | 165    | Charles Daum    | DT    | Cal Poly             |
| 7                                 | 193    | Bill Purifoy    | DE    | Tulsa                |
| 8                                 | 216    | George Peoples  | RB    | Auburn               |
| 8                                 | 221    | Dwight Sullivan | RB    | North Carolina State |
| 9                                 | 249    | Joe Gary        | DT    | UCLA                 |
| 10                                | 277    | Todd Eckerson   | OT    | North Carolina State |
| 11                                | 295    | George Thompson | WR    | Albany State         |
| 11                                | 304    | Michael Whiting | RB    | Florida State        |
| 12                                | 332    | Rich Burtness   | G     | Montana              |

## Staff
| Staff dei Dallas Cowboys |
| --- |
| Organi dirigenziali - Proprietario – Clint Murchison Jr. - Presidente – ... - General manager – Tex Schramm - Direttore senior delle operazioni del football/amministrazione del football – ... - Direttore del salary cap & contratti dei giocatori – ... - Vice presidente del personale dei giocatori – ... - Direttore degli osservatori dei college – ... - Direttore degli osservatori dei professionisti – ... - Assistente direttore osservatori dei college – ... Capo allenatore - Tom Landry - Assistente c.a. – ... Altri allenatori - Preparatore atletico – ... - Assistente p.a. – ... - Assistente p.a. – ... Allenatori dell'attacco - Coordinatore offensivo – ... - Quarterback – John Mackovic - Running back – ... - Wide receiver – ... - Tight end – ... - Offensive line – ... - Assistente offensive line – ... - Controllo qualità attacco – ... Allenatori della difesa - Coordinatore difensivo – ... - Defensive line – .... - Assistente defensive line – ... - Linebacker – ... - Secondary/gioco sui passaggi – ... - Defensive back – ... - Assistente difesa senior – ... - Controllo qualità difesa – ... Allenatori dello special team - Coordinatore dello special team – ... - Assistente special team – ... - Assistente – ... |

## Calendario

### Stagione regolare
| Turno | Data       | Avversario             | Ris.    | Stadio                             | Tabellino | Pubblico |
| ----- | ---------- | ---------------------- | ------- | ---------------------------------- | --------- | -------- |
| 1     | 13/9/1982  | Pittsburgh Steelers    | S 28–36 | Texas Stadium                      |           | 63,431   |
| 2     | 19/9/1982  | at St. Louis Cardinals | V 24–7  | Busch Memorial Stadium             |           | 50,705   |
| 3     | 21/11/1982 | Tampa Bay Buccaneers   | V 14–9  | Texas Stadium                      |           | 49,578   |
| 4     | 25/11/1982 | Cleveland Browns       | V 31–14 | Texas Stadium                      |           | 46,267   |
| 5     | 5/12/1982  | at Washington Redskins | V 24–10 | Robert F. Kennedy Memorial Stadium |           | 54,633   |
| 6     | 13/12/1982 | at Houston Oilers      | V 37–7  | Astrodome                          |           | 51,808   |
| 7     | 19/12/1982 | New Orleans Saints     | V 21–7  | Texas Stadium                      |           | 64,506   |
| 8     | 26/12/1982 | Philadelphia Eagles    | S 20–24 | Texas Stadium                      |           | 46,199   |
| 9     | 3/1/1983   | at Minnesota Vikings   | S 27–31 | Hubert H. Humphrey Metrodome       |           | 60,007   |

### Playoff
| Turno            | Data      | Avversario             | Risultato | Stadio                             | Tabellino | Pubblico |
| ---------------- | --------- | ---------------------- | --------- | ---------------------------------- | --------- | -------- |
| Primo turno      | 9/1/1983  | Tampa Bay Buccaneers   | V 30–17   | Texas Stadium                      |           | 65,042   |
| Secondo turno    | 16/1/1983 | Green Bay Packers      | V 37–26   | Texas Stadium                      |           | 63,972   |
| NFC Championship | 23/1/1983 | at Washington Redskins | S 17–31   | Robert F. Kennedy Memorial Stadium |           | 55,045   |